# ماري ديبابا

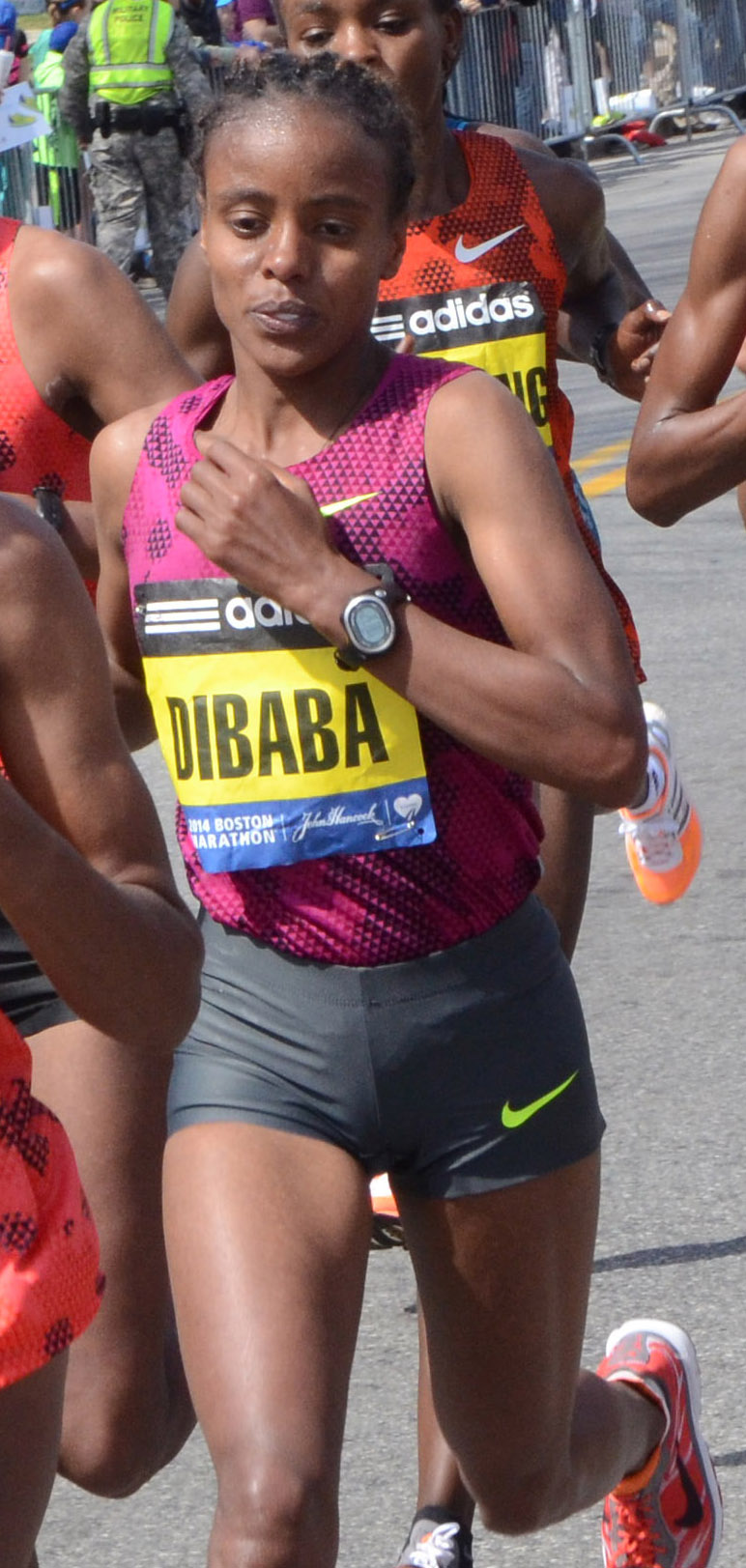
ماري ديبابا

ماري ديبابا هورسا (من مواليد 20 أكتوبر 1989):عداءة أثيوبية متخصصة في سباق المسافات الطويلة. أحتلت المركز السادس في سباق أوروميا. واصبحت دولية لأول مرة في نصف ماراثون أوديني 2008، وركضت اللاعبة البالغة من العمر ثمانية عشر انذاك أفضل وقت قياسي 01:10:32 و حصلت على المركز الثاني وراء العدائه الهنكارية انيكو كولوفيز  وجاءت مشاركتها القادمة في نوفمبر تشرين الثاني في نصف ماراثون نيودلهي، حيث انهت السباق في المركز الثامن و تحسن قليلا وقتها ل01:10:28.

## روابط خارجية
- ماري ديبابا على موقع الاتحاد الدولي لألعاب القوى (الإنجليزية)
- ماري ديبابا على موقع اللجنة الأولمبية الدولية (الإنجليزية)
- ماري ديبابا على موقع أوليمبيديا (الإنجليزية)